# Boyacá (ort)
Boyacá är en ort i Colombia.   Den ligger i departementet Boyacá, i den centrala delen av landet, 120 km nordost om huvudstaden Bogotá. Boyacá ligger 2 411 meter över havet och antalet invånare är 731.
Terrängen runt Boyacá är huvudsakligen lite bergig. Boyacá ligger nere i en dal. Runt Boyacá är det ganska tätbefolkat, med 149 invånare per kvadratkilometer. Närmaste större samhälle är Tunja, 9,1 km norr om Boyacá. Trakten runt Boyacá består i huvudsak av gräsmarker.